# José Luis Rey Vila
José Luis Rey Vila (Cadis, 1900 - París, 1983) fou cartellista, il·lustrador, dibuixant i pintor andalús conegut per l'àlies SIM, que va utilitzar en la seva obra durant els anys 1936 i 1937. Uns anys més tard va haver d'exiliar-se a França, des d'on va projectar el seu treball a nivell internacional 
Entre les seves obres destaca Estampas de la Revolución- España julio de 1936 àlbum que va gaudir de tot el reconeixement, no tan sols en l'Espanya Republicana en guerra sinó també a l'estranger, on ha perdurat com a document viu de la Revolució de 1936 a Barcelona.

## Primers anys a Cadis
Fill del matrimoni entre Julia Vila i Luis Rey, funcionari de duanes del port gadità, va estudiar al col·legi catòlic irlandès a Gibraltar: The Christian Brothers School on en aquells anys es cursava el batxillerat en llengua anglesa i s'aprofundia en l'estudi de les Belles Arts. José Luis Rey Vila va obtenir les qualificacions més brillants de la seva promoció de tot el Regne Unit. Als 18 anys va il·lustrar per primera vegada un llibre: Cuentos, de l'autora hispana sueca Nica Lund-Bourn.
A l'edat de 21 anys el dibuixant es va incorporar a la Marina per complir el Servei Militar obligatori segons ordenava la llei de 1912. El mes de juliol d'aquell mateix any va tenir lloc el desastre d'Annual, al Marroc, amb més de deu mil espanyols morts als camps del Rif com a resultat de l'enderrocament de l'exèrcit del general Silvestre pel cabdill Abd el-Krim.

## Barcelona
En acabar la guerra del Rif José Luis Rey va viatjar a Barcelona. Els anys 1924 i 1925 va treballar com a reporter gràfic, il·lustrant articles en alguns prestigiosos diaris com La Esfera o Nuevo Mundo. L'any 1929 va tornar a emprendre els seus estudis artístics i es va matricular a l'Escola de Belles Arts de Barcelona, on va obtenir diversos premis i va començar a fer il·lustracions per diferents diaris com ara El Sol o El Heraldo de Madrid. Va començar a treballar també per a diferents revistes i empreses com a il·lustrador i director gràfic, entre elles l'empresa Ford per qui va fer diferents il·lustracions entre els anys 1932 i 1936. A diferència d'altres cartellistes de l'època, José Luis Rey Vila no posava tant d'èmfasi en el missatge sinó en la imatge. El seu estil era més directe i s'inspirava en l'estil dels dibuixants de les revistes dels anys vint. Les revistes on va treballar tractaven temes d'actualitat i les seves il·lustracions seguien els estils artístics més avantguardistes. En aquesta tasca seva com a publicista cal destacar el seu treball per la prestigiosa firma de roba Santa Eulàlia de Barcelona, per qui va realitzar cartells i catàlegs de diverses campanyes de temporada entre els anys 1925 i 1932.
El 1936 va prendre contacte amb el Sindicat de Dibuixants Professionals on va entrar en contacte amb altres artistes com Antoni Clavé i Carles Fontserè qui aniria a visitar-lo anys més tard en el seu exili a París. El 1937 el dibuixant va prendre part com a jurat del Sindicat en el concurs de cartells de prevenció d'accidents de treball junt amb Pascual Capuz (1882-1959), considerat com un dels millors cartellistes del primer quart del segle XX i Josep Alumà i Sans (1897-1974). José Luis Rey va decidir portar el seu àlbum d'aquarel·les, anomenat Estampas de la Revolución Española – 19 de juliol 1936 al Sindicat Únic de Professions Lliberals de la CNT després d'haver tingut certs problemes amb Rafael Tona del Sindicat de la UGT. Aquest treball esdevindria l'àlbum de la revolució espanyola més conegut fins al moment. Els textos els va escriure en castellà, francès, anglès i esperanto. Va arribar a reproduir-se al Canadà i als Estats Units i es va distribuir per bona part d'Europa. L'any 1937 va aparèixer a la revista nord-americana Life un article parlant d'aquesta obra. El 1937 Grafos Colectivizada va editar el seu àlbum Doce Escenas de Guerra. España, Jornadas Heroicas de 1936, va ser una autoedició del propi José Luis Rey. Una de les figures, un milicià, és curiosament un dels dibuixos més publicats d'ell. Entre els anys 1936 i 1937, per exemple, va treballar per Nova Ibèria i Moments, revistes de temes d'actualitat molt vinculades amb les avantguardes artístiques

## París
En aquests anys que l'artista va viure a Barcelona, una amiga seva francesa anomenada Simone el va visitar a la ciutat. Sembla que es tractava de la filòsofa francesa Simone Weil. L'artista va utilitzar l'acrònim SIM fins al seu exili a París, l'any 1937, on prosseguiria la seva carrera artística. L'any 1945 amb motiu de l'entrada de l'exèrcit alemany a París va pintar l'obra Estampas de París, tornant a ser testimoni d'un altra guerra. L'any 1949 va il·lustrar el llibre de la Princesa Rossetti, Images d'Espagne Magdeleine E. Cluzel li va dedicar un capítol en el seu llibre Présences: José Luis Rey Vila. Peintre et Graveur Espagnol . L'any 1953, mentre alguns pintors de renom van enviar simplement un cable, José Luis Rey va enviar algunes de les seves obres a la II Bienal Hispanoamericana de Arte de l'Havana. A meitat dels anys 50 va crear el seu estil propi anomenat La Ligne Essentielle. El primer àlbum de l'artista emprant aquesta nova tècnica va ser L'Armée Britannique, l'any 1957 amb motiu de la visita de la reina d'Anglaterra, Isabel II a París i que va exposar a la Llibreria Saint Germain. L'any 1958 va il·lustrar l'edició del Don Quichotte de Cervantes més cara fins aquell moment i va donar una conferència a la Universitat de la Sorbona sobre la creació de la seva Ligne Essentielle que va ser reproduïda per Marcel Pryns en la revista d'art de Brussel·les Les Beaux Arts. L'any 1959, l'escriptor Miguel de Unamuno va escriure un article a Le Figaro Littérarie titulat Les Quatre Visages de Don Quichotte, il·lustrat pel mateix José Luis Rey. L'any 1962 va il·lustrar juntament amb Rasky i P.Y. Trémois el llibre de Éve Barande: Oeillades à París . El 22 de febrer de 1965 va exposar la seva obra a la Galérie de la rue Paul Cézanne: Hommage à Churchill, son enterrement vu par Rey Vila. Com a testimoni de la revolució de maig del 68 a París, José Luis Rey va fer diversos dibuixos en blanc i negre i sanguina representant els personatges d'aquell moment històric. L'any 1974 José Luis Rey va il·lustrar les obres completes de Pierre Corneille. No va cessar en la seva activitat artística fins a la seva mort a París l'any 1983.